# Phaulula trukkensis
Phaulula trukkensis är en insektsart som beskrevs av Willemse, C. 1951. Phaulula trukkensis ingår i släktet Phaulula och familjen vårtbitare. Inga underarter finns listade i Catalogue of Life.